# أليكس بليك
أليكس بليك (25 يناير 1989 في المملكة المتحدة - ) (بالإنجليزية: Alex Blake) هو لاعب كريكت بريطاني. لعب مع Kent County Cricket Club ‏.

## وصلات خارجية
- أليكس بليك على موقع إي آس بي آن كريك إنفو (الإنجليزية)